# Reneszánsz zene
A reneszánsz, azaz a művészetek újjászületésének korszaka a 14–16. század korstílusa, amely Észak-Itáliából indult. A zenében körülbelül 1450–1600-ig terjedő időszak.

## A reneszánszról általában, a reneszánsz zenéjének általános sajátosságai
A reneszánsz (olasz: rinascimento, francia: renaissance) szó jelentése: újjászületés. A 15. és 16. század sok művésze és írója úgy érezte, hogy saját koruk törekvéseiben az antik görög és római kultúra éled újjá. A "reneszánsz" szót mint stílusra utaló meghatározást később minden olyan kultúrával, művelődéssel összefüggő megnyilvánulásra alkalmazni kezdték, amely ennek a korszaknak az időhatárai között ment végbe – így a zenére is.
Egyetemesebb értelemben a reneszánszot az emberi gondolkodás újjászületésének is tekinthetjük. A tudás területei fontos tudományokkal bővültek. A kor legnagyobb tudósai ugyanakkor azt is felismerték, hogy a tudományok eredményeit az emberek érdekében kell felhasználni. Az emberközpontú szemléletmód – a humanizmus – az egyik legfontosabb megjelenési formája volt a reneszánsznak.
A reneszánsz Itáliában bontakozott ki legteljesebben, majd innét sugárzott ki a későbbiekben Európa más részeire is, ahol azután helyi hagyományokkal, nemzeti sajátosságokkal gazdagodott. Az itáliai reneszánsz fénykorát olyan művészek és írók jelzik, mint Botticelli (1445 k.–1510), Leonardo da Vinci (1452–1519), Michelangelo (1475–1564), Raffaello (1483–1520), Ariosto (1474–1533) és Torquato Tasso (1544–1595). Folytathatjuk a sort más országok művészeivel és gondolkodóival is: képzőművészek, mint Dürer (1471–1528), az ifjabb Holbein (1497–1543), és Grünewald (1470/83 k.–1528 k.) vagy a filozófusok  közül Morus Tamás (1478–1535) és Montaigne (1533–1592), az írók mint Rabelais (1494–1553) és Shakespeare (1561–1616), s még sokan mások, valamennyien a humanizmus eszméit hirdették.
A történelmi események sorában a felfedező utak mellett különleges jelentősége volt a reformációnak. A lutheri reformáció (1517), s az utána következő hitújítások hosszú időre szóló kihatással voltak az adott társadalom életének, kultúrájának egészére.
A zenében újjászületésről beszélni, abban az értelemben, mint ahogyan más művészeteknél, nem lehet. A reneszánsz egyes teoretikusai – elsősorban Boethius közvetítésével – jól ismerték a görögök zeneelméletének és zenefelfogásának lényegét, de tulajdonképpeni zenéjükről még töredékesnek is csak alig nevezhető ismereteik voltak.
A korszakváltást összességében a zene szerepének szembetűnő növekedése jelezte. A többszólamú zenei gyakorlat, ha szerényebb keretek között is, de meghonosodott, mindennapossá vált a kisebb városok templomaiban, a művelt és tehetősebb polgárok házaiban is. Megnőtt a hivatásos és műkedvelő muzsikusok (előadók) száma, ami azt is jelentette, hogy minden eddiginél több zenét írtak és adtak elő. A reneszánsz korának zeneszerzői életformájukban általában megmaradtak az előző korszak keretei között. Jó részüknek legnagyobb támogatója továbbra is az egyház maradt, azonban fokozatosan már azonos súllyal léptek színre a saját zeneegyüttest fenntartó és foglalkoztató fejedelmi patrónusok is.

## Hangjegynyomtatás. Petrucci és Attaignant

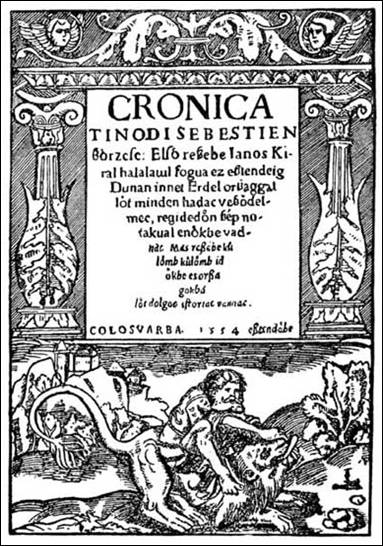
Tinódi Sebestyén Cronica c. művének előlapja

Ahogyan a könyvnyomtatás feltalálása (1445) elősegítette az irodalom terjedését, olyan módon járult hozzá a hangjegynyomtatás feltalálása is a zene szélesebb körű megismertetéséhez. Kezdetben különféle eljárásokkal kísérleteztek. Ilyen volt például a fatáblákról készült nyomás. Példáival a 15. század végén találkozunk először. A 16. század közepéig alkalmazták. Ilyen eljárással készült a kolozsvári Hoffgreff-féle nyomdában Tinódi "Cronicá"-ja. Hoffgreff György volt egyéb iránt az első magyar hangjegynyomtató. Ilyen, fába metszett hangjegyekkel jelent meg a két legnevezetesebb kiadványa: a már említett Tinódi krónikája s az egyik legelső magyar énekeskönyv, a róla elnevezett Hoffgreff-énekeskönyv.
Az első, mozgatható típusról készült nyomtatott kotta kiadása a velencei Ottaviano Petrucci (1466–1539) nevéhez fűződik (1501). Fémből készült betűket és menzurális hangjegytípusokat használt, s a hármas nyomástechnikát alkalmazva, előbb a kottasorok, majd a hangjegyek és végül a szöveg nyomtatását végezte el. Nyomtatványai (misék, motetták a XV-XVI. század legjelesebb zeneszerzőitől) ma már igen ritkák.
Az egyetlen lenyomattal történő nyomtatással az 1520-as évek végétől a párizsi Pierre Attaignant (1494 k.–1552) kiadványaiban találkozunk. Petrucci és Attaignant kiadványai nagyon sok értékes művet őriztek meg az utókor számára.
A hangjegynyomtatás főbb központjai Velencén és Párizson kívül Róma, Lyon, Louven, Antwerpen és Nürnberg voltak.
Itt említhetjük, hogy a többszólamú világi énekesműveket jó ideig szólamkönyv formában adták ki. Ezek könnyen kezelhető, rendszerint téglalap alakú kötetek voltak, külön-külön minden szólam számára. A kompozíciók lejegyzéséhez a szerzők a tízvonalas, palából vagy fából készült "komponálótáblát" (tabula compositorra) használták. Erről az írást könnyen le lehetett törölni, miután az egyes szólamokat már kiírták a megfelelő szólamkönyvekbe. Az első nyomtatott kóruspartitúrákkal Cipriano de Rore madrigáljainak 1577-es kiadásában találkozunk.

## A zenei stílus
A reneszánsz korának egyházi zenét író szerzői nem zárkóztak el a világi hatásoktól. Az egyes művek alapjául szolgáló dallamok köre szélesebb lett, s egy többtételes misekompozíción végigvezetett cantus firmus gyakran már nem gregorián dallam volt, hanem népszerű világi dal. A szólamok egymáshoz való viszonyában az egyenrangúság érvényesült. Ennek fő megjelenési formája az imitáció volt. A polifonikus stílus kiteljesedését jelezte az a komponálási mód, amely valamennyi szólamot részesített a cantus firmus anyagából. A korábbi cantilena-szerkezet bizonyos idő után háttérbe szorult. A harmóniai szerveződés igénye viszont továbbra is megmaradt, s még a kontrapunktikus keretek között is érzékelhető, hogy a két külső szólamra meghatározó szerep jut a tonális szerkezet kialakításában. A homofonikus darabokban - ide sorolhatók bizonyos vokális műfajok s a hangszeres táncdarabok - a vertikális hangzás alapját a mai értelemben vett hármashangzatok képezték. Ezeket helyenként átmenőhangok, a zárlatoknál pedig késleltetések élénkítették. A reneszánsz muzsikusai azonban még nem akkordokban gondolkodtak, hanem hangközviszonyokban, s ezek konszonánsnak vagy disszonánsnak tartott kapcsolatai irányították a harmóniai folyamatot.
A 16. század kezdetétől az eddiginél jóval szorosabb kapcsolat jött létre a zene és a szöveg között. Ez a kapcsolat többirányú volt:
- A zeneszerzők legjobbjai arra törekedtek, hogy a világi darabjaik szövege értékes legyen.
- Hangsúlyt helyeztek a szövegek érthetőségére is.
- Arra is törekedtek, hogy a humanista eszmények megfelelően a szövegi tartalomhoz illő s azt kifejező zenét írjanak.

## A zene előadási gyakorlata
Az Ars nova előadási gyakorlatában a homogén hangzású együttesek ismeretlenek voltak. A reneszánsz zene korai időszakában nagyjából hasonló volt a helyzet. A világi és bizonyos egyházi műfajok ekkor ugyanis jórészt még megőrizték a cantilena-szerkezet jellemző vonásait, s ezek inkább az ellentétes hangszínek együtthangzásában érvényesültek.
A 15. század közepétől érezhetően változott a hangzási eszmény. Általánossá vált a négyszólamúság, amely legtisztábban az énekhangok szólamrendjében érvényesültek. A Superius - Contratenor - Tenor - Bassus elnevezésű szólamok hangzási tere általában a következő volt:
A legfelső szólamot fiúk vagy falzettező férfiak énekelték. Ez az elrendezés egységes hangzást eredményezett, s keretei között maradéktalanul érvényesülhetett az azonos tematikus anyagból építkező zenei szerkezet. Az ilyen művek ideális előadói együtteses az egyházi zenében a kíséret nélküli, "a capella" énekkar volt.
Az énekegyüttesek (kórusok) létszáma nem volt nagy. A 15. században általában 8-12 fő, később valamivel több: 12-16 között váltakozott. A nagyobb létszámú kórusok kivételesnek számítottak. Az énekesek vezetőjükkel együtt egy megfelelő magasságú állványra helyezett kóruskönyvből énekeltek, amely előtt úgy helyezkedtek el, hogy saját szólamaikat jól lássák. A kinyitott könyv bal oldali lapjain (verso) rendszerint a superior és a tenor, a jobb oldali lapjain (recto) pedig a contratenor és a basszus szólamok voltak lejegyezve.
A tisztán "a capella" előadási gyakorlat azonban nem volt kizárólagos. Képi ábrázolások s más források is tanúsítják, hogy  az énekes művek előadásában hangszerek is szerepet kaphattak. Ilyen esetekben többféle lehetőség nyílt az előadók számára:
- A hangszerek valamennyi szólamot játszották, erősítve, illetve színezve azok hangzását.
- Csak a fontosabbnak ítélt szólamot (szólamokat) játszották, pl. a tenorszólamban vezetett cantus firmust. Ennek (ezeknek) egyidejű éneklése ilyen esetekben el is maradhatott.
- Vokális művek tisztán hangszeres előadása is lehetséges volt.

A 15. század második felétől a hangszeres zene önállósodási folyamata is megindult, majd viszonylag rövid idő alatt kialakultak sajátos műfajai és kifejezési eszközei.

## Zeneelmélet a reneszánsz idején; Tinctoris, Glareanus, Zarlino
A 15. század elméletírói közül elsőként a flandriai származású Johannes Tinctoris (1435 k.–1511) nevét kell említenünk. Legjelentősebb munkája, a "Terminorum musicae diffinitorium" 1475 körül jelent meg Nápolyban. Ajánlása Beatrixnak, Mátyás király feleségének szól, aki korábban tanítványa volt. A "Terminorum Musicae" zenei lexikon, s mint ilyen a zene történetében az első. Értékes adatokkal szolgál a kortárs zeneszerzők stílusáról. Egy másik írásban (Liber de arte contrapuncti; 1477) a zeneszerzéssel kapcsolatos tudnivalókat tárgyalja.
Neves elméletíró volt az olasz Franchino Gaffori (Gaffurius; 1451-1522) is. Zeneszerzéstankönyveiben az akkordikus-tonális gondolkodás irányába mutató elveit fejtette ki, hangsúlyozva a hármashangzat meghatározó szerepét. Ugyanebbe az irányba mutatott a spanyol Ramos de Pareja (1440 k.–1495k.) munkássága, aki a nagy- és a kisterc viszonyszámainak végleges megállapításával (4:5, ill. 5:6) megteremtette az alapját egy későbbi összhangzattani gondolkodásmódnak.
A svájci születésű Henricus Glareanus (1488–1563) "Dodekachordon" című munkájában (1547), az antik görög teoretikusok munkáira hivatkozva, a nyolc középkori modushoz még további négyet csatolt.
A 16. század legnagyobb teoretikusa Gioseffo Zarlino (1517–1590) volt. Az "Institutioni harmoniche" című munkájában (1558) összefoglaló áttekintését adta a polifonikus szerkesztés törvényszerűségeinek. Folytatva a harmonikus gondolkodásmód felé vezető út kimunkálását, törvényeket állapított meg a különböző hangközviszonyokról, kimutatva a dúr és a moll akkord közötti alapvető kettősséget. Ugyanebben a munkájában a zenei ábrázolás eszközeivel is foglalkozott.

## A reneszánsz zenéjének korszakai
A reneszánsz zene történetében az átmenet időszakát követően három, egymással szoros kapcsolatot alkotó szakaszt állapíthatunk meg: a korai reneszánszt, a reneszánsz fénykorának időszakát, valamint a késő reneszánsz évtizedeit.
1. A korai reneszánsz (1430–1490): a vezető szerepet az "északi" mesterek, a franko-flamand (németalföldi) komponisták játsszák. Az Ars novától örökölt formák fokozatosan átalakultak vagy végleg eltűntek. A zenei szerkesztésben a szólamok egyenrangúságán belül egyre következetesebben jelentkezik az imitációs elv.
2. A reneszánsz fénykora (1490–1560): első szakaszában még meghatározó a németalföldiek vezető szerepe. Az imitációs technika általánossá vált. A második szakaszban, 1520 után új műfajok születtek. Egyidejűleg különféle nemzeti stílusok is jelentkeztek, amelyek közül különös súllyal bírt az itáliai. Az egyházi zene számára a reformáció, illetve a tridenti zsinat jelölte ki az utat. A hangszeres zene a korábbi kezdetek után fokozatosan kimunkálta önálló kereteit.
3. A késő reneszánsz (1560–1600): az énekes polifónia összefoglaló zárószakasza. A század vége felé közeledve a zenei nyelv lassan átalakult. A fejlődés iránya egy újabb korszak, a barokk felé mutatott.

## Külső hivatkozások
- Reneszánsz lant.lap.hu - linkgyűjtemény